# Norbert Bernsdorff
Norbert Bernsdorff (* 30. April 1954 in Hildesheim) ist ein deutscher Jurist und ehemaliger Richter am Bundessozialgericht.

## Leben und Wirken
Nach dem Abschluss seiner juristischen Ausbildung trat Bernsdorff zunächst als Verwaltungsrichter in den Justizdienst des Landes Niedersachsen ein und wurde dort am Verwaltungsgericht Hannover eingesetzt. 1991 wechselte er in die Sozialgerichtsbarkeit. Von 1994 bis 1999 war er als wissenschaftlicher Mitarbeiter an das Bundesverfassungsgericht abgeordnet. Dem folgte von März 2000 bis Februar 2004 eine Abordnung an das Niedersächsische Justizministerium, wo er Referatsleiter für Verfassungsrecht, Europarecht, Arbeits- und Sozialrecht wurde. Im Mai 2004 wurde er zum Richter am Bundessozialgericht ernannt und dem vorwiegend für Versicherungs- und Beitragsrecht zuständigen 12. Senat zugewiesen. Außerdem lehrt er an der Universität Marburg, weshalb er von dieser 2015 zum Honorarprofessor ernannt wurde. Des Weiteren publiziert er wissenschaftlich neben sozialrechtlichen Themen unter anderem zur Europäischen Grundrechtecharta und zum Verfassungsrecht. Mit Ablauf des Februar 2018 trat er in den Ruhestand.